# Långtjärnen (Gideå socken, Ångermanland, 706134-165781)
Långtjärnen är en sjö i Örnsköldsviks kommun i Ångermanland och ingår i Husåns huvudavrinningsområde. Sjön har en area på 0,121 kvadratkilometer och ligger 296,1 meter över havet. Sjön avvattnas av vattendraget Myrvattsbäcken.

## Delavrinningsområde
Långtjärnen ingår i det delavrinningsområde (706154-165815) som SMHI kallar för Utloppet av Långtjärnen. Medelhöjden är 306 meter över havet och ytan är 0,65 kvadratkilometer. Det finns inga avrinningsområden uppströms utan avrinningsområdet är högsta punkten. Myrvattsbäcken som avvattnar avrinningsområdet har biflödesordning 3, vilket innebär att vattnet flödar genom totalt 3 vattendrag innan det når havet efter 43 kilometer. Avrinningsområdet består mestadels av skog (64 procent). Avrinningsområdet har 0,07 kvadratkilometer vattenytor vilket ger det en sjöprocent på 10,8 procent.